# Rasmus Lauge Schmidt
Rasmus Lauge Schmidt (Bjerringbro, 1991. június 20. –) olimpiai, világ- és Európa-bajnok dán válogatott kézilabdázó, a dán Bjerringbro-Silkeborg játékosa.

## Pályafutása
A dán válogatottban 2010-ben mutatkozhatott be. A 2012-es Európa-bajnokság arany, a 2011-es világbajnokságon pedig ezüstérmet szerzett a nemzeti csapat tagjaként. 2012-ben részt vett a londoni olimpián.
A 2023-as világbajnokság döntőjében a Francia válogatott ellen tíz gólt szerzett, amivel csapata legeredményesebb játékosaként főszerepet játszott a világbajnoki cím elhódításában.

## Sikerei

### Válogatottban
- Olimpia győztese: 2024
- Világbajnokság: 
  - 1. hely: 2019, 2023, 2025
  - 2. hely: 2011, 2013
- Európa-bajnokság: 
  - 1. hely: 2012
  - 2. hely: 2014, 2024
  - 3. hely: 2022

### Klubcsapatban
- Dán bajnokság
  - 2. hely: 2011
  - 3. hely: 2010
- Német bajnokság
  - 1. hely: 2014, 2015, 2018, 2019
- Magyar bajnokság
  - 1. hely: 2023
- SEHA-liga győztes: 2020, 2021, 2022
- Magyar Kupa győztes: 2021, 2022, 2023